# 富田 (菊川市)
富田（とみた）は静岡県菊川市の大字。

## 地理
菊川市の北部に位置する。東で友田及び島田市神谷城、西で西方・潮海寺及び掛川市八坂、南で吉沢、北で島田市菊川と接する。

### 河川
- 菊川
- 富田川
- 東富田川

### 字一覧
190以上の字がある（2018年（平成30年）10月16日現在）。
- 原段（はらだん）
- 川原田（かわはらだ）
- 長行平（ながゆきひら）
- 松下（まつした）
- 宮下（みやした）
- 南ノ谷（みなみのや）
- 脇（わき）
- 長塚ノ谷（ながつかのや）
- 象ケ谷（ぞうがや）
- 塚ノ谷（つかのや）
- 西ノ谷（にしのや）
- 札松沢（ふだまつざわ）
- 地蔵ノ谷（じぞうのや）
- 辰間沢（たつまざわ）
- 小南ノ谷（こみなみのや）
- 法六沢（ほうろくざわ）
- 向田（むかいだ）
- 畑ケ田（はたけだ）
- 季ノ谷（きのや）
- 下川原（しもかわら）
- 蔵田（くらた）
- 蔵田段（くらただん）
- 宮ノ段（みやのだん）
- 川田（かわた）
- 向脇（むこうわき）
- 市蔵田（いちぞうだん）
- 殿ノ前（とんのまえ）
- 黒土段（くろつちだん）
- 中ノ谷（なかのや）
- 東ノ谷（ひがしのや）
- 六兵衛下（ろくべえした）
- 五太夫前（ごだゆうまえ）
- 平太夫（ひらだゆう）
- 栗ケ谷（くりがや）
- 上ノ山（うえのやま）
- 野中田（のなかだ）
- 御郷（みさと）
- 長平屋敷（ながひらやしき）
- 欠下（かけした）
- 井ノ田上（いのたうえ）
- 井ノ田（いのた）
- 四ツ谷田（よつやた）
- 井ノ上（いのうえ）
- 栗山（くりやま）
- 神田（かんだ）
- 中山（なかやま）
- 豊住（とよすみ）
- 白山段（しろやまだん）
- 紺屋段（こんやだん）
- 五郎作田（ごろさくだ）
- 灌場（そぞぎば）
- 田尻（たじり）
- 六本節（ろっぽんぶし）
- 清水田（しみずだ）
- 天王谷田（てんのうやだ）
- トウノ谷（とうのや）
- 中尾（なかお）
- 七皇子谷（しちおうじがや）
- 奈良荒（ならあらし）
- 東池田（ひがしいけだ）
- 池田（いけだ）
- 奈良荒段（ならあらしだん）
- 西池田（にしいけだ）
- 山崎下（やまざきした）
- 左池田（ひがしいけだ）
- 栗下（くりした）
- 中山段（なかやまだん）
- 丸山腰（まるやまこし）
- 田代（たしろ）
- 西海戸（にしかいと）
- 細田（ほそだ）
- 西又前（にしまたまえ）
- 孫六田（まごろくだ）
- 道枝田（みちえだ）
- 森池下（もりいけした）
- 森（もり）
- 森浦（もりうら）
- 楠久保（くすのきくぼ）
- 大林段（おおばやしだん）
- 山神沢（やまがみざわ）
- 坂下（さかした）
- 切通（きりどおし）
- 西浦（にしうら）
- 元大日（もとだいにち）
- 丸見谷（まるみや）
- ベタン沢
- 山口沢（やまぐちざわ）
- 向海戸（むこうかいと）
- 昼食場（ちゅうしょくば）
- 小林（こばやし）
- 平地（ひらち）
- 堀切（ほりきり）
- 名張田（なばりだ）
- 大林下（おおばやしした）
- 大林（おおばやし）
- 新屋（しんや）
- 大林浦（おおばやしうら）
- 鈴ケ谷（すずがや）
- 和子（わし）
- 的場（まとば）
- 切道（きりみち）
- 栗焼（くりやき）
- 赤子石（あかごいし）
- 大畑（おおはた）
- 中又（なかまた）
- 道上ケ谷（どうじょうがや）
- 靏萩沢（つるはぎざわ）
- 芋沢（いもざわ）
- 鮒久保（ふなくぼ）
- 屋敷谷（やしきだに）
- 西沢（にしざわ）
- 上海戸（かみかいと）
- ドウドウ（どうどう）
- 大林谷（おおばやしや）
- 竝石（ならびいし）
- 広見（ひろみ）
- 寺段（てらだん）
- 地神沢（じじんざわ）
- 唐干（からぼし）
- 天ケ沢（あまがさわ）
- 松平（まつひら）
- 田中（たなか）
- 大平（おおひら）
- 川島（かわしま）
- 猿田（さるた）
- 輪倉（わくら）
- 幸瑞（こうずい）
- 松ノ木田（まつのきだ）
- 田向段（たむかいだん）
- 釜沢（かまざわ）
- 平段沢（ひらだんざわ）
- 濁沢（にごりざわ）
- 釜尾（かまお）
- 向井（むかい）
- 口無沢（くちなしざわ）
- 坂（さか）
- 西京段（さいきょうだん）
- 森下（もりした）
- シタン沢（したんざわ）
- 日蔭（ひかげ）
- 上屋敷（かみやしき）
- 中島（なかじま）
- 長ノ谷（ながのや）
- 井戸沢口（いどざわぐち）
- 引段谷（ひきだんや）
- 井ノ鼻（いのはな）
- 亀久保（かめくぼ）
- 大沢口（おおさわぐち）
- 新田（しんでん）
- 井戸沢（いどさわ）
- 石ケ尾（いしがお）
- 市我田
- 立石（たていし）
- 柿本（かきもと）
- 市我
- 広表（ひろおもて）
- 桐久保（きりくぼ）
- 日向（ひむかい）
- 正見寺（しょうけんじ）
- 大沢（おおさわ）
- 西尾羽根（にしおばね）
- 三方辻（みかたつじ）
- 女首沢（おんなくびざわ）
- 香ノ田（こうのだ）
- 松葉沢（まつばざわ）
- 眠り（ねむり）
- 辻畑（つじはた）
- 叶薬師（かのうやくし）
- 西（にし）
- 高山（たかやま）
- 漆畑（うるしはた）
- 畑ケ谷（はたがや）
- 五太夫段（ごだゆうだん）
- 向林（むかいばやし）
- 中田（なかた）
- 天王前（てんのうまえ）
- 右池田（みぎいけだ）
- 向井上（むかいかみ）
- 西京（さいきょう）
- 西ケ尾（にしがお）
- 石取沢（いしとりざわ）
- 釜ケ沢（かまざわ）
- 細ケ谷（ほそがや）
- 発石（はついし）
- 釜ケ谷（かまがや）
- 市代（いちしろ）
- 市代谷（いちしろや）
- 西会戸（にしのかいと）
- 道枝（みちえだ）
- 五太夫（ごだゆう）
- 市蔵段（いちぞうだん）
- 膳棚（ぜんだな）
- 天王谷（てんのうや）

## 歴史

### 沿革
- 1889年（明治22年）4月1日 - 町村制の施行により、城東郡富田村が周辺の村と合併し、城東郡と河城村なる[WEB 7]。旧村名は河城村の大字として残る[WEB 8]。
- 1896年（明治29年）4月1日 - 郡制の施行により所属郡が小笠郡に変更。
- 1955年（昭和30年）3月31日 – 河城村が 菊川町に編入される。
- 2005年（平成17年）1月17日 – 菊川町が小笠町と新設合併を行い、菊川市となる。

## 施設
- 河城郵便局
- JA遠州夢咲河城支店
- 御霊神社
- 七富神社
- 曹洞宗 善福寺

## 交通

### バス
- 菊川市コミュニティバス
  - 倉沢・富田コース：（菊川市立総合病院 方面 - ）JA河城支店（ - 友田・倉沢内区間 - ）火剣山入口前 - 東富田公会堂 - 西富田茶農協 - 七富神社 - 富田（落合商店）

### 道路
- 静岡県道234号吉沢金谷線

## その他

### 学区
小学校・中学校の学区は以下の通りである。
| 番・番地等 | 小学校             | 中学校               |
| ---------- | ------------------ | -------------------- |
| 全域       | 菊川市立河城小学校 | 菊川市立菊川東中学校 |

### 警察
警察の管轄区域は以下の通りである。
| 番・番地等 | 警察署     | 交番・駐在所 |
| ---------- | ---------- | ------------ |
| 全域       | 菊川警察署 | 菊川駅前交番 |

### WEB
1. ↑  “h02_22.csv”.   総務省 (2022年2月10日). 2025年7月16日閲覧。
2. ↑  “静岡県菊川市 (22224)”.   人文学オープンデータ共同利用センター. 2025年7月16日閲覧。
3. ↑  “静岡県 菊川市 富田の郵便番号 - 日本郵便”.   日本郵便. 2025年7月16日閲覧。
4. ↑  “市外局番の一覧”.   総務省 (2022年3月1日). 2025年7月16日閲覧。
5. ↑  “事業所案内及び管轄地域（事務所3件、分室3件）”.   一般社団法人静岡県自動車会議所. 2025年7月16日閲覧。
6. ↑  “菊川市小字一覧 - 静岡県オープンデータ”.   静岡県 (2018年10月16日). 2025年7月16日閲覧。
7. ↑  “historyofcities.pdf”.   静岡県総務部合併推進室・財団法人静岡県市町村振興協会. 2025年7月16日閲覧。
8. ↑  “解説ページ”.   株式会社エア. 2025年7月16日閲覧。
9. ↑  “菊川市／通学区域一覧”.   菊川市 (2024年4月1日). 2025年7月16日閲覧。
10. ↑  “交番駐在所一覧表｜静岡県警察”.   静岡県警察 (2023年6月12日). 2025年7月16日閲覧。